# Zatoka Stołowa
Zatoka Stołowa (ang. Table Bay, afr. Tafelbaai) – zatoka Oceanu Atlantyckiego, u południowo-zachodniego wybrzeża Południowej Afryki, nieopodal południowego krańca kontynentu afrykańskiego. Nad jej brzegami leży miasto Kapsztad, a w samej zatoce położona jest wyspa Robben Island, służąca dawniej za więzienie. Ponad zatoką wznosi się Góra Stołowa.
Zatoka została dostrzeżona około 1500 roku przez Portugalczyków, a jej wybrzeże w 1652 roku zasiedlone przez Holendrów.